# Metataxis
A metataxis retorikai alakzat, a neoretorikában a metabolák egyik típusa. A szószerkezetek, a mondatok s a mondatoknál nagyobb szövegegységek alaktani változásainak elnevezése. A metataxis alakzatai is – hasonlóan a többi metabolához – elhagyással (detrakció, rövidség (brevitas), krázis, ellipszis, zeugma, aszindeton, parataxis), hozzáadással (diafora, commoratio, parentézis, poliszindeton, concatenatio, expléció, enumeráció, repríz), elhagyással-hozzáadással (chiazmus, szillepszis, anakoluthon) és permutációval (diakópa, tmézis, hiperbaton, inverzió) jönnek létre.